# Pseudonupserha mediovittata
Pseudonupserha mediovittata är en skalbaggsart som beskrevs av Stefan von Breuning 1950. Pseudonupserha mediovittata ingår i släktet Pseudonupserha och familjen långhorningar. Inga underarter finns listade i Catalogue of Life.